# Bèstia de Bodmin
La Bèstia de Bodmin Moor, també coneguda com la Bèstia de Bodmin (en còrnic, Best Goon Brenn), és un gat salvatge fantasma que es creu que vivia a Cornualla (Gran Bretanya). Bodmin Moor es va convertir en un centre de suposats albiraments a partir de 1978, amb informes ocasionals de bestiar assassinat i mutilat; els suposats grans gats salvatges de la mateixa regió van ser coneguts popularment com la «Bèstia de Bodmin Moor».
En general, els científics rebutgen aquestes afirmacions a causa del nombre improbable de grans quantitats necessàries per mantenir una població de cria i perquè les qüestions relacionades amb el clima i el subministrament d'aliments farien que la suposada supervivència d'aquestes criatures en els hàbitats on s'han albirat fos poc probable.

## Investigació
Una hipòtesi de llarg recorregut suggereix la possibilitat que, en general, els grans gats salvatges del Regne Unit haguessin pogut ser importats per a col·leccions privades o per a zoològics, i que després van escapar o es van alliberar. Un gran felí escapat no es comunicaria a les autoritats a causa de la il·legalitat de posseir i importar aquest tipus animals. S'ha afirmat que l'entrenador d'animals Mary Chipperfield va alliberar tres pumes a la natura després del tancament del seu zoològic de Plymouth el 1978, i que les observacions posteriors dels animals van donar lloc a rumors de la Bèstia.
El Ministeri d'Agricultura, Pesca i Alimentació britànic va dur a terme una investigació oficial el 1995. L'estudi va trobar que no hi havia «proves verificables» de felins exòtics aviats a la Gran Bretanya i que els animals de granja podrien haver estat atacats per espècies autòctones comunes. L'informe va afirmar que «no s'han trobat proves verificables de la presència d'un gran gat ... No hi ha cap amenaça significativa per al bestiar d'un gat gran a Bodmin Moor».

### El crani
Menys d'una setmana després de l'informe del govern, un nen caminava pel riu Fowey quan va descobrir un crani d'un gran gat. El crani mesura al voltant de 10 cm de llarg per 18 cm d'ample i li manca el seu maxil·lar inferior, però posseeix dues dents canines agudes i prominents que suggerien que podia haver estat un lleopard. La història va arribar a la premsa nacional a la mateixa època de la negació oficial de les proves de grans gats salvatges a Bodmin Moor.
El crani va ser enviat al Museu d'Història Natural de Londres per a la seva verificació. Van determinar que es tractava d'un veritable crani d'un jove lleopard mascle, però també va trobar que el felí no havia mort a la Gran Bretanya i que el crani havia estat importat com a part d'una catifa de pell de lleopard. La part posterior del crani estava ben tallada d'una manera que s'utilitza habitualment per muntar el cap sobre una catifa. Hi havia ous dins del crani que havia col·locat una panerola tropical que no podia trobar-se a Gran Bretanya. També hi havia marques tallades al crani que indicaven que la carn es va extreure amb un ganivet i que el crani només havia començat a descompondre's després d'una recent immersió en aigua.